# Icteranthidium subangulosum
Icteranthidium subangulosum là một loài Hymenoptera trong họ Megachilidae. Loài này được Warncke mô tả khoa học năm 1982.